# Alcoa
Alcoa (NYSE: AA) es una empresa estadounidense, la tercera más grande productora de aluminio en el mundo detrás de Rio Tinto-Alcan, y Rusal. 
Establecida en Pittsburgh, Pensilvania en 1888, adoptó el nombre de Aluminum Co. of America en 1907, del cual se deriva el nombre actual. Alcoa introdujo el papel aluminio en 1910 y encontró usos para el aluminio en las incipientes industrias de aviación y del automóvil.
En la primera mitad del siglo XX estableció la localidad de Alcoa en la ribera del río Tenesí como una comunidad industrial.  Una normativa federal antimonopolio de 1945, obligó a la empresa a vender su filial canadiense (hoy en día Rio Tinto Alcan, división de Rio Tinto Group ). En 1998 Alcoa adquirió Alumax Inc., una empresa productora de contenedores plásticos y equipamiento de embalaje. Asimismo en 1998 adquirió la mayor parte de los recursos de la empresa del INI dedicada a la fabricación de aluminio Inespal (centros de producción en San Ciprián, La Coruña, Avilés, Amorebieta, Alicante, Sabiñánigo y Noblejas).
En abril de 2009, Alcoa anunció pérdidas de $480 millones en operaciones continuas o 59 centavos por acción, y $17 millones o 2 centavos por acción en operaciones discontinuas. Los ingresos fueron de $4.150 millones.
Alcoa ahora quiere cerrar la única planta que queda en España en San Cibrao (Lugo).

## Controversia
Alcoa es globalmente considerada como una empresa del sector armamentístico puesto que uno de sus principales clientes son las fuerzas de defensa y ejércitos.
Las operaciones de Alcoa en Islandia han motivado graves consecuencias ecológicas y políticas en el país.
La madre de la cantante islandesa Bjork hizo una huelga de hambre en contra de los contratos de Alcoa con el gobierno islandés en 2002.
La propia cantante islandesa Bjork se posicionó en contra de las operaciones de Alcoa y Rio Tinto Alcan en Islandia a raíz de la crisis de 2008 y participó en eventos musicales como Nattura para movilizar a la población islandesa contra estas empresas y a favor de un resurgimiento de Islandia a través de actividades ética y ecológicamente sostenibles.